# Trio 666
Trio 666 là nhóm nhạc nữ 3 thành viên, theo dòng nhạc dance-trance và alternative rock hoạt động trong nửa đầu thập niên 2000 của Việt Nam. Họ cùng với nhóm MTV là những nhóm nhạc do nhạc sĩ Tuấn Khanh đỡ đầu. Trio 666 được biết đến với các khúc như: "Ngày gió và cánh diều" hay "Mùa đông mong manh", họ từng được hãng thông tấn RAI International của Italy xem là nhóm nhạc tiêu biểu của âm nhạc đương đại Việt Nam thời điểm những năm 2000. Trio 666 cũng là nhóm nhạc nữ đầu tiên của Việt Nam tham gia chương trình của MTV Châu Á.

## Thành lập
Đầu thập niên 2000, các nhóm nhạc nữ tại Việt Nam bắt đầu bão hòa và tương đối giống nhau về phong cách với dòng nhạc pop đại trà. Trio 666 được thành lập năm 2001 với 3 thành viên Hoài Giang, Bích Châu và Thảo Chi (tên thật là Ngọc Dung) dưới sự quản lí của nhạc sĩ Tuấn Khanh..
Ban đầu Trio 666 chủ yếu thể hiện các ca khúc trữ tình khá cũ như các tác phẩm của Trịnh Công Sơn. Sau này nhóm lần lượt chuyển sang dance-trance và alternative rock. Năm 2001, nhóm được Câu lạc bộ bạn trẻ yêu nhạc Thành phố Hồ Chí Minh bình chọn là Nhóm nhạc được khán giả yêu thích nhất năm.

## Hoạt động
Đầu năm 2002, Trio 666 phát hành album đầu tay với 2000 bản được bán hết sau 15 ngày phát hành. Giữa năm 2002, Trio 666 là nhóm nhạc nữ duy được phòng trà Tiếng Tơ Đồng mới đến giới thiệu album Mùa đông mong manh của nhóm trong hai đêm, cả hai đêm này phòng trà đã chật kín khán giả. Trước đấy, nhóm nhạc có cùng vinh dự này là MTV.
Tháng 11 năm hãng thông tấn RAI của Italy mở cuộc bình chọn "Gương mặt thành đạt và phát triển nghệ thuật ấn tượng Đông Nam Á", sau gần một tháng tìm hiểu âm nhạc Việt Nam, RAI đã chọn đề cử hai nhóm nhạc là MTV và Trio 666. Nhóm được RAI xem là nhóm nhạc tiêu biểu của âm nhạc đương đại Việt Nam thời điểm những năm 2000. Trio 666 cũng là nhóm nhạc nữ đầu tiên của Việt Nam tham gia chương trình của MTV Châu Á. Để có thể xuất hiện trên kênh MTV, nhạc sĩ - ông bầu Tuấn Khanh đã bỏ công sức và tiền bạc, qua mối quan hệ với giám đốc Thomas Bạch Đông của Trung tâm Asia đã làm quen được một nhà sản xuất người Mĩ và giới thiệu hai ca khúc của Trio 666 cùng nhóm MTV. Sau khi lọt qua khâu kiểm duyệt chất lượng, hai nhóm đã được mời sang Thái Lan ký hợp đồng vào tháng 3 năm 2004.
Năm 2004, Trio 666 là nhóm nhạc nữ duy nhất được Bộ Văn hóa, Thể thao và Du lịch mời đại diện Việt Nam  tham dự Liên hoan âm nhạc quốc tế chào mừng Hội nghị thượng đỉnh Á – Âu (ASEM) lần thứ 5. Nhóm được trình diễn 8 ca khúc trong thời lượng 45 phút của chương trình với chủ đề nhạc pop và rock, cùng với 6 nhóm nhạc khách mời đến từ Anh, Pháp, Đức, Hà Lan, Thái Lan và Philippines. Nhóm nhạc khác của Việt Nam tham gia sự kiện này là ban nhạc Đồng Đội, đại diện cho khu vực phía bắc. Trước đó nhóm MTV cũng được cân nhắc đại diện cho Việt Nam, nhưng vì chỉ có thể chọn một đại diện cho phía Nam nên chỉ có Trio 666 được tham gia.
Từ ngày 14 tháng 2 năm 2004, Trio 666 và MTV khởi động một tour diễn xuyên Việt do đạo diễn Aaron Toronto và nhạc sĩ Tuấn Khanh dàn dựng. Ngày 29 tháng 5 năm 2004, Trio 666 và MTV cũng tham gia chương trình Rock Sài Gòn với bạn nhạc Da Vàng. Ngày 30 tháng 5, Đài Truyền hình Việt Nam và công ty giải trí Cát Tiên Sa tổ chức chương trình Âm nhạc và những người bạn liveshow thứ 8, hai nhóm nhạc MTV và Trio cùng là nhân vật chính của liveshow này với chủ đề Theo nhịp đập con tim. Trong liveshow này, nhóm cũng chính thức ra mắt thành viên mới là Nguyên Hương sau một năm cô làm cộng tác cho nhóm, thay thế Phương Loan. Tháng 9 năm 2004, nhóm Trio 666 tham gia Gala nhạc trẻ quốc tế tại Việt Nam.
Năm 2005, Trio 666 cùng tham gia hai tour của nhóm nhạc rock của Pháp là Les Souris Delingee. Đầu tiên là Mekong Tour được tổ chức vào đầu năm tại Thành phố Hồ Chí Minh, Phan Thiết và Cần Thơ cùng ca sĩ Thanh Lam. Sau đó kênh truyền hình TV5 của Pháp và các nhà tài trợ sau đó đã mời Trio 666 tham gia biểu diễn trong tour thứ hai tại Nhật Bản, Hàn Quốc và Trung Quốc vào cuối năm. Nhóm cũng được tập đoàn EEM của Pháp hỗ trợ phát hành album và lưu diễn tại Pháp. Ngoài ra, cuối tháng 8, tập đoàn Victoria-Asia của Pháp còn tổ chức một liveshow cho Trio 666 tại Hội An. Nhà sản xuất Thiery Wolf thuộc Công ty F.G.L Production cũng nhận quản lý thương hiệu cho nhóm tại Châu Âu.
Tháng 10 năm 2005, nhóm phát hành album vol.3 – Và tôi sẽ bay lên. Trong cùng năm Trio 666 tham gia thực hiện một phiên bản của ca khúc chủ đề phim dài tập Kính vạn hoa. Năm 2006, Trio 666 chỉ còn lại hai thành viên Bích Châu và Hoài Giang nhưng cũng đã kịp bổ sung thêm thành viên Nhã Khanh trước khi chính thức tan rã vào năm 2007.

## Tan rã
Nhóm Trio 666 tan rã năm 2007. Cựu thành viên Hoài Giang từng làm MC cho HTV7 trong một thời gian ngắn rồi chuyển sang kinh doanh phòng thu tại TP Hồ Chí Minh cho tới ngày nay . Cựu thành viên Bích Châu kết hôn với chính nhạc sĩ Tuấn Khanh năm 2007 và có với nhau một cô con gái, hiện nay 2 mẹ con định cư tại Mỹ . Cựu thành viên Nhã Khanh (tên đầy đủ là Dương Nhã Khanh) sang Mỹ định cư một thời gian, hiện tại cô đã quay về Việt Nam mở công ty kinh doanh mỹ phẩm và sản phẩm làm đẹp . 
Cựu thành viên Phương Loan (tên đầy đủ là Lê Phương Loan) đã kết hôn với một người ngoại quốc và hiện đang sinh sống tại Mỹ . Linh Chi (tên đầy đủ là Nguyễn Linh Chi) cũng đang định cư tại Mỹ . Thảo Chi (tên thật là Trương Ngọc Dung) hiện vẫn hoạt động nghệ thuật ở Việt Nam, và từng tham gia chương trình Giọng hát Việt (The Voice) mùa 2 năm 2013, kết quả là lọt vào top 16 .
Còn Phương Thảo, Ngọc Minh, Nguyên Hương, Bảo Vy và Xuân Trang thì hoàn toàn biến mất khỏi showbiz và không có tin tức về cuộc sống hiện tại .

## Tác phẩm
- 2002: Vol. 1  – Trăm năm cô đơn
- 2003: Vol. 2 – Mùa đông mong manh
- 2005: Vol. 3 – Và tôi sẽ bay lên
- Vol. 4
- 2006: Vol. 5 – Cho nhau một nụ cười

## Giải thưởng
- VTV – Bài hát tôi yêu lần thứ 2 – Giải thưởng của Hội Nhạc sĩ Việt Nam cho Nhóm nhạc xuất sắc[29]